# Bonji
Bonji est un village du Cameroun, situé dans la Région du Sud-Ouest. Il est rattaché administrativement à la commune de Dikome-Balue, dans le département du Ndian.

## Population
La localité comptait 460 habitants en 1953, 367 en 1968-1969 et 377 en 1972, principalement des Balue, du groupe Oroko.
Lors du recensement de 2005 on y a dénombré 1 157 personnes.